# Claude-Henri Rocquet
Claude-Henri Rocquet (n. 20 octombrie 1933, Dunkerque, Nord-Pas-de-Calais, Franța – d. 24 martie 2016, Paris, Franța) a fost un scriitor francez.

## Biografie
A fost fiul unui funcționar bancar care va deveni director al băncii Société générale. Și-a petrecut copilăria în departamentul Nord și în Saint-Lô, iar adolescența la Dunkerque și apoi la Bordeaux. A studiat științele politice la Institutul de studii politice din Bordeaux și apoi filologia și istoria artei la Universitatea Sorbona din Paris. În această perioadă l-a cunoscut pe Lanza del Vasto, cu care a participat la primele acțiuni non-violente din Franța. A fost apoi încorporat și și-a efectuat serviciul militar ca simplu soldat în Algeria.
O mare parte a vieții sale a fost dedicată educației. A predat mai întâi la colegiul Sainte-Barbe din Paris și la Alianța Franceză, apoi la Narbonne și la Școala de arhitectură din Montpellier. A fost profesor invitat la Université de Montréal. Și-a încheiat cariera didactică la École nationale supérieure des arts décoratifs din Paris.
În paralel cu opera sa literară, el a colaborat în mod regulat la ziare și reviste precum La Croix, L'autre, cliniques, cultures et sociétés, les Cahiers de psychologie de l'art et de la culture, Christus, Esprit, Études, Nunc, la Revue d'esthétique, La Quinzaine Littéraire, Sorgue, Thauma…
A fost un mare cititor al Bibliei, iar opera sa poetică și dramatică este adesea înțesată de trimiteri biblice.
A fost căsătorit cu Anne Fougère și a locuit la Paris. A murit în noaptea de 23 spre 24 martie 2016, la vârsta de 82 de ani, și a fost înmormântat în satul Gordes, din zona masivului Luberon, la 30 martie 2016.

## Opera
- în colaborare cu Jacques Guillerme, « Le siècle du pétrole », în Diagrammes, nr. 26,‎ aprilie 1959

### Poezii și povestiri
- L'Auberge des vagues, Granit, Paris, 1986.
- Bruegel ou L’atelier des songes, Denoël, Paris, 1987. Zurfluh, 2010.
- Le Village transparent, Éolienne, Paris, 1994.
- Les Sept Dernières Paroles du Christ sur la croix, Arfuyen, Paris, 1996.
- Petite nébuleuse, Tarabuste, Saint-Benoît-du-Sault, 2004.
- Polyptyque de Noël, Ad Solem, Paris, 2005.
- Saint François parle aux oiseaux, Éditions Franciscaines, Paris, 2005.
- Hérode, Lethielleux, Paris, 2006.
- L’Arche d’enfance, Andas, Troyes, 2008.
- Visite d’un jeune libertin à Blaise Pascal, Les petits Platons, Paris, 2011.
- Érasme et le grelot de la Folie, Les petits Platons, Paris, 2012.
- Méditation de Noël - In illo tempore, Le Centurion, Paris, 2014.
- Bruegel - De Babel à Bethléem, Le Centurion, Paris, 2014.
- Je n'ai pas vu passer le temps, le bois d'Orion, L'Isle-sur-la-Sorgue, 2016.

### Piese de teatru
- Rahab, Granit, Paris, 1991.
- Oreste de Vittorio Alfieri, tradusă și adaptată din italiană, Granit, Paris, 1991. Ediție nouă, 2018, éditions éoliennes, Théâtre du Labyrinthe, tome 2 du Théâtre complet.
- Jessica, Granit, Paris, 1994.
- Jonas, Troyes, Andas, 2005.
- Judith, François-Xavier de Guibert, Paris, 2005.
- Don Juan et l’invité de pierre de Tirso de Molina, tradusă și adaptată din spaniolă, împreună cu Maurice Clavel, Zurfluh, Bourg-la-Reine, 2009.
- Pénélope, Théâtre d'encre, tome 1 du Théâtre complet, éditions éoliennes, 2017.
- Tintagel, Théâtre d'encre, tome 1 du Théâtre complet, éditions éoliennes, 2017.
- Médée, l'horreur absolue, Théâtre d'encre, tome 1 du Théâtre complet, éditions éoliennes, 2017.
- Le Livre des sept jardins, Théâtre d'encre, tome 1 du Théâtre complet, éoliennes, 2017.
- Le troisième ange, Théâtre d'encre, tome 1 du Théâtre complet, éditions éoliennes, 2017.
- La mort d'Antigone, Théâtre du Labyrinthe, tome 2 du Théâtre complet, éditions éoliennes, 2018.
- Antigone ou La ville sous les armes, Théâtre du Labyrinthe, tome 2 du Théâtre complet, éditions éoliennes, 2018.
- L'aveugle, Théâtre du Labyrinthe, tome 2 du Théâtre complet, éditions éoliennes.

### Eseuri
- Bruegel, la ferveur des hivers, Mame, Paris, 1993.
- Jérôme Bosch et l'étoile des mages, Mame, Paris, 1995.
- Vincent van Gogh jusqu'au dernier soleil, Mame, Paris, 2000.
- Lanza del Vasto, pèlerin, patriarche, poète, împreună cu Anne Fougère, Desclée de Brouwer, Paris, 2003.
- Élie ou la conversion de Dieu, Lethielleux, Paris, 2003.
- Petite vie de Ruysbroeck, Desclée de Brouwer, Paris, 2003.
- Martin de Tours et le combat spirituel, François-Xavier de Guibert, Paris, 2005.
- Chemin de parole, De Corlevour, Clichy, 2007.
- Goya, Buchet-Chastel, Paris, 2008.
- François et l’Itinéraire, Éditions Franciscaines, Paris, 2008.
- O.V. de L. Milosz et L’Amoureuse Initiation, Journal d’une lecture, Zurfluh, Bourg-la-Reine, 2009 ; reeditată în 2014 de Les Cahiers bleus.
- Vie de saint François d’Assise selon Giotto, Éditions de L’Œuvre, Paris, 2011.
- Lanza del Vasto, serviteur de la paix, Éditions de L’Œuvre, Paris, 2011.
- Edward Hopper le dissident, édition Ecriture, Paris, 2012. Réédition en 2016, en „POD” et en numérique,  augmentée d'une postface „Revoir Hopper”.
- Les racines de l'espérance, Éditions de L’Œuvre, Paris, 2013.
- Jeanne face aux bourreaux, Les cahiers bleus, 2014.
- Ruysbroeck l'admirable, éditions Salvator, Paris, 2014.

### Interviuri
- L’épreuve du labyrinthe. Entretiens avec Mircea Eliade, Le Rocher, Paris, 1978.
- Les Facettes du cristal. Entretiens avec Lanza del Vasto, Le Centurion, Paris, 1981. Ediție nouă cu o postfață scrisă de Claude-Henri Rocquet, le bois d'Orion, 2016.
- Les Racines du monde. Entretiens avec André Leroi-Gourhan, Belfond, Paris, 1982, Le Livre de Poche, Biblio Essais, Paris 1991.

### Articole enciclopedice și materiale audio-vizuale
- La Visite, mediumetraj de 23' de Pierre Idiart, după Visite d'un jeune libertin à Blaise Pascal.
- Articolele « Bosch » și « Bruegel l'ancien » în Encyclopædia Universalis, Paris, 1965.

CD
- Lucis memoria de Thierry Machuel; pe texte de Claude-Henri Rocquet (Bestiaire de Noël), texte din tradiția creștină, texte de Paul Eluard ; Chœur Mikrokosmos ; Quatuor vocal Meliades ; P et C Carmen-Forté & label inconnu 2011.
- L'enfance de Salomon, text de Claude-Henri Rocquet, interpretat de Jean David : recitare, cântec, muzică, Studio SM, 1998.
- Les sept dernières paroles du Christ sur la croix, muzică de Haydn, quatuor Ludwig, text de Claude-Henri Rocquet recitat de Alain Cuny, Champeaux, 1992.

Video
- Triciclo d'Alain Bourbonnais, aprox. 1980, texte de Claude-Henri Rocquet rostite de autor.

DVD
- FR3 Bordeaux sur Louis Teyssandier, 1980.
- FR3 Bordeaux sur Raymond Guérin, 1979.

### Piese de teatru jucate sau radiodifuzate și nepublicate
- Antigone ou La Ville sous les armes după autorii tragici, Théâtre Récamier, Paris, regizată de Marie-Claire Valène, 1965.
- Noé. Chronique du déluge (scrisă în Algeria prin 1960), France Culture, regizată de Jean-Pierre Colas, 1989.
- La Mort d’Antigone, Théâtre du Nord-Ouest, Paris, regizată de Jean-Luc Jeener, 2003, 2004. Difuzată de Direct8 în 2005.
- L’Aveugle, Conservatoire du XXe de Paris, regizată de Pascal Parsat, 2005.
- Jeanne d’Arc, după Maeterlinck,Théâtre du Nord-Ouest, Paris, regizată de Pierre Pirol, 2006.

## Legături externe
- Catalogue de la bibliothèque de la SACD avec la présentation de 25 textes de théâtre Arhivat în 21 octombrie 2011, la Wayback Machine.
- Site officiel de Claude-Henri Rocquet[nefuncțională – arhivă]
- Sélection de poèmes de Claude-Henri Rocquet
- Notice nécrologique